# 拉塞尔·哈默
拉塞尔·哈默（英語：Russell Harmer，1896年11月5日—1940年10月31日），英国男子帆船运动员。他曾代表英国参加1936年夏季奥林匹克运动会帆船比赛，联同克里斯托弗·博德曼、迈尔斯·贝尔维尔、查尔斯·利夫和伦纳德·马丁获得6米级金牌。